# Communauté de communes du Briançonnais
La communauté de communes du Briançonnais est une communauté de communes française, située dans le département des Hautes-Alpes en région Provence-Alpes-Côte d'Azur.

## Historique
La communauté de communes est créée en 1996.
Le schéma départemental de coopération intercommunale des Hautes-Alpes, faisant suite à l'application de la loi no 2015-991 du 7 août 2015 portant nouvelle organisation territoriale de la République, impose à toute structure intercommunale de dépasser 15 000 habitants pour être maintenue en l'état, avec des dérogations sans pour autant descendre en dessous de 5 000 habitants. En 2012, la communauté de communes du Briançonnais comptait 20 772 habitants : elle dépasse largement ce seuil.
En octobre 2015, il a été décidé de maintenir la communauté de communes en l'état. Aucun changement n'est apporté après consultation de la commission départementale de coopération intercommunale du 17 mars 2016.

## Territoire communautaire

### Géographie
La communauté de communes est située au nord-est du département des Hautes-Alpes. Elle est limitrophe avec les départements de l'Isère et de la Savoie.
À l'exception des communes de La Grave et de Villar-d'Arêne, rattachées au bassin de vie du Bourg-d'Oisans, dans le département voisin de l'Isère, l'ensemble du territoire communautaire fait partie du bassin de vie de Briançon.
Le territoire communautaire est traversé par la route nationale 94, route desservant le département des Hautes-Alpes à partir du chef-lieu, Gap, et prolongé au-delà vers Montgenèvre et l'Italie. Vers le nord-ouest de Briançon, l'ancienne route nationale 91 devenue route départementale 1091, dessert la vallée de Serre-Chevalier ; au-delà, le col du Lautaret donne accès au département de la Savoie par le col du Galibier (route des Grandes Alpes) ou au département de l'Isère en direction de Grenoble ; cependant, ce dernier accès, desservant notamment La Grave, se retrouve difficile d'accès depuis l'effondrement partiel du tunnel du Chambon en avril 2015.

### Composition
La communauté de communes est composée des 13 communes suivantes :

| Nom                   | Code Insee | Gentilé         | Superficie (km2) | Population (dernière pop. légale) | Densité (hab./km2) |
| --------------------- | ---------- | --------------- | ---------------- | --------------------------------- | ------------------ |
| Briançon (siège)      | 05023      | Briançonnais    | 28,07            | 10 748 (2022)                     | 383                |
| Cervières             | 05027      | Cerveras        | 109,68           | 189 (2022)                        | 1,7                |
| La Grave              | 05063      | Graverots       | 126,91           | 479 (2022)                        | 3,8                |
| Le Monêtier-les-Bains | 05079      | Monetièrins     | 97,87            | 968 (2022)                        | 9,9                |
| Montgenèvre           | 05085      | Genèvremontains | 40,07            | 459 (2022)                        | 11                 |
| Névache               | 05093      | Névachais       | 191,93           | 360 (2022)                        | 1,9                |
| Puy-Saint-André       | 05107      |                 | 15,37            | 471 (2022)                        | 31                 |
| Puy-Saint-Pierre      | 05109      |                 | 7,74             | 517 (2022)                        | 67                 |
| Saint-Chaffrey        | 05133      | Chaffrelins     | 25,88            | 1 504 (2022)                      | 58                 |
| La Salle-les-Alpes    | 05161      | Salatis         | 35,42            | 919 (2022)                        | 26                 |
| Val-des-Prés          | 05174      | Prayens         | 44,77            | 610 (2022)                        | 14                 |
| Villar-d'Arêne        | 05181      | Faranchins      | 77,51            | 290 (2022)                        | 3,7                |
| Villar-Saint-Pancrace | 05183      | Viarans         | 42,53            | 1 433 (2022)                      | 34                 |

### Démographie
La commune de Briançon représente à elle seule plus de la moitié de la population de la communauté de communes.
| 1968   | 1975   | 1982   | 1990   | 1999   | 2008   | 2013   | 2014   |
| ------ | ------ | ------ | ------ | ------ | ------ | ------ | ------ |
| 13 273 | 14 643 | 16 072 | 18 347 | 18 613 | 19 955 | 20 719 | 20 987 |

## Administration

### Siège
Le siège de la communauté de communes est situé à Briançon.

### Les élus
La communauté de communes est gérée par un conseil communautaire composé de 46 membres représentant chacune des communes membres et élus pour une durée de six ans.
À l'issue des élections municipales de mars 2020, le conseil communautaire sera composé de 37 membres, dont la répartition est la suivante :
- 18 sièges pour Briançon ;
- 4 pour Saint-Chaffrey ;
- 3 pour Villar-Saint-Pancrace ;
- 2 pour Le Monêtier-les-Bains et La Salle-les-Alpes ;
- 1 (plus un suppléant) pour les autres communes.

### Présidence
Le président est élu par le conseil communautaire.
| Période         | Période         | Identité       | Étiquette   | Qualité |
| --------------- | --------------- | -------------- | ----------- | --- |
| 1995            | 2001            | Patrick Ollier | RPR         | Maire de La Salle-les-Alpes (1989 → 2001) Conseiller général du Monêtier-les-Bains (1992 → 2001)                    |
| 2001            | 2009            | Alain Bayrou   | DL puis UMP | Maire de Briançon (2005 → 2009) Conseiller général de Briançon-Sud (1988 → 2008) Démissionnaire                     |
| octobre 2009    | 27 février 2017 | Alain Fardella | PRG         | Maire de La Salle-les-Alpes (2001 → 2017) Conseiller général du Monêtier-les-Bains (2004 → 2015) Décédé en fonction |
| 6 juin 2017     | 10 juillet 2020 | Gérard Fromm   | PS puis DVG | Maire de Briançon (2009 → 2020) Conseiller départemental de Briançon-2 (2015 → 2021)                                |
| 10 juillet 2020 | En cours        | Arnaud Murgia  | LR puis DVD | Maire de Briançon (2020 → ) Conseiller départemental de Briançon-1 (2015 → )                                        |

Le 10 juillet 2020, le conseil communautaire a désigné dix vice-présidents et trois conseillers délégués :
| No | Identité             | Qualité                                  | Délégué(e) à :                                                          |
| -- | -------------------- | ---------------------------------------- | ----------------------------------------------------------------------- |
| 1  | Guy Hermitte         | Maire de Montgenèvre                     | Assainissement                                                          |
| 2  | Emeric Salle         | Maire de La Salle-les-Alpes              | Ressources humaines et affaires générales                               |
| 3  | Jean-Marie Rey       | Maire du Monêtier-les-Bains              | Développement économique et agriculture                                 |
| 4  | Olivier Fons         | Maire de Villar-d'Arêne                  | Finances                                                                |
| 5  | Corinne Chanfray     | Maire de Saint-Chaffrey                  | Risques naturels, gestion des milieux aquatiques et de la ressource eau |
| 6  | Marine Michel        | Conseillère municipale de Saint-Chaffrey | Sports et activités de pleine nature, grands événements                 |
| 7  | Éric Peythieu        | Adjoint au maire de Briançon             | Tourisme                                                                |
| 8  | Jean-Pierre Pic      | Maire de La Grave                        | Services à la population et solidarités                                 |
| 9  | Catherine Valdenaire | Adjointe au maire de Briançon            | Culture                                                                 |
| 10 | Richard Nussbaum     | 1er adjoint au maire de Briançon         | Réseaux et infrastructures, développement numérique                     |

### Compétences
L'intercommunalité exerce des compétences qui lui sont déléguées par les communes membres.
- Développement économique : création, aménagement, entretien et gestion de zones d'activité industrielle, commerciale, tertiaire, artisanale, touristique ; actions de développement économique
- Aménagement de l'espace : schémas de cohérence territoriale et de secteur, création de zones d'aménagement concerté, organisation des transports non urbains, études et programmation
- Environnement et cadre de vie : assainissement collectif et non collectif, collecte et traitement des déchets ménagers et assimilés
- Dispositifs locaux de prévention de la délinquance
- Développement et aménagement social et culturel : construction ou aménagement, entretien, gestion d'équipements ou d'établissements culturels, socio-culturels, socio-éducatifs, activités périscolaires, culturelles, socio-culturelles et sportives
- Développement touristique
- Gestion d'un centre de secours, nouvelles technologies de l'information et de la communication, etc.

### Régime fiscal et budget
La communauté de communes est l'une des quatre du département, en 2014, à appliquer la fiscalité professionnelle unique. Elle bénéficie par ailleurs d'une bonification de la dotation globale de fonctionnement (DGF), de la dotation de solidarité communautaire et du taux d'enlèvement des ordures ménagères (mais pas d'une redevance).
Pour l'année 2014, le budget s'élevait à 16,262 millions d'euros en investissement et à 22,486 millions d'euros en fonctionnement.

## Projets et réalisations
En 2014, les projets sont les suivants : 

### Projets en cours
- Hôtel d'entreprises
- Aire d'accueil des gens du voyage entre Briançon et Puy-Saint-André
- Élaboration d'un schéma de cohérence territoriale

### Réalisations
- Crèche du Pays de la Meije
- Ouverture d'une résidence pour les gens du voyage
- Réaménagement d'une déchèterie
- Création d'une pépinière d'entreprises en 2013
- Réalisation d'une plate-forme touristique
- Aménagement d'une aire de covoiturage
- Création d'un pôle social à Villar-Saint-Pancrace (septembre 2015)